# Награды Томской области
Награды Томской области — награды субъекта Российской Федерации учреждённые Администрацией Томской области, согласно Закону Томской области от 14 июля 1998 года № 13-ОЗ «О наградах и почётном звании в Томской области» и Губернатором Томской области, согласно Постановлению Губернатора от 01 апреля 2013 года № 36 «О наградах Губернатора Томской области».
Награды предназначены для поощрения работников учреждений, организаций и предприятий Томской области, военнослужащих, сотрудников силовых ведомств, а также иных граждан Российской Федерации и граждан иностранных государств, за заслуги перед Томской областью.

## Перечень наград

### Высшая награда
| Изображение награды | Наименование награды                                                                                           | Дата учреждения   | Правила награждения | Источник                                                                                            |
| ------------------- | --- | ----------------- | --- | --------------------------------------------------------------------------------------------------- |
|                     | Почётное звание «Почётный гражданин Томской области» −−− (Нагрудный знак «Почётный гражданин Томской области») | 14 июля 1998 года | Почётное звание «Почётный гражданин Томской области» является высшим признанием заслуг удостоенного его лица перед областью. Лицам, удостоенным почётного звания «Почётный гражданин Томской области», вручается разовое денежное вознаграждение в размере ста пятидесяти тысяч рублей, а также ежегодно ко дню рождения денежное вознаграждение в размере десяти тысяч рублей. Указанные лица имеют право на ежемесячную денежную выплату в размере двадцати пяти тысяч рублей, а по достижении возраста 85 лет — в размере пятидесяти тысяч рублей (без учёта налога на доходы физических лиц). Размер ежемесячной денежной выплаты индексируется на каждый следующий финансовый год исходя из фактического среднегодового индекса потребительских цен в Томской области за предшествующий год, определяемого по данным территориального органа Федеральной службы государственной статистики по Томской области. Порядок назначения и организации доставки ежемесячной денежной выплаты и денежного вознаграждения ко дню рождения устанавливается в соответствии с приложением 1 к Закону Томской области от 10 июня 2010 № 104-ОЗ. Лица, удостоенные почётного звания «Почётный гражданин Томской области», проживающие на территории Томской области, имеют право на меры социальной поддержки. | Закон Томской области от 14 июля 1998 года № 13-ОЗ «О наградах и почётном звании в Томской области» |

### Орден
| Изображение награды | Наименование награды  | Дата учреждения    | Правила награждения | Источник |
| ------------------- | --------------------- | ------------------ | --- | --- |
|                     | Орден «Томская слава» | 1 апреля 2013 года | Орден «Томская слава» является высшей наградой Губернатора Томской области. Орденом «Томская слава» награждаются граждане, способствующие процветанию и славе Томской области: - за повышение авторитета Томской области, особо плодотворную деятельность по сближению и взаимообогащению культур народов, укреплению мира и дружественных отношений между Томской областью и другими регионами Российской Федерации, иностранными государствами; - за выдающиеся заслуги в области государственной, экономической, хозяйственной и научной деятельности, трудовые и иные достижения; - за самоотверженность, мужество и отвагу, проявленные при исполнении воинского, гражданского или служебного долга в условиях, сопряжённых с риском для жизни. | Постановление Губернатора Томской области от 01 апреля 2013 года № 36 «О наградах Губернатора Томской области» |

### Медали
| Изображение награды | Наименование награды                         | Дата учреждения     | Правила награждения | Источник |
| ------------------- | -------------------------------------------- | ------------------- | --- | --- |
|                     | Медаль «За особые достижения» I и II степени | 1 апреля 2013 года  | Медалью «За достижения» награждаются граждане за особые заслуги, чья деятельность принесла значимые для Томской области результаты в социально-экономической, политической, научно-исследовательской, благотворительной, спортивной, общественной и иных сферах деятельности. Награждение граждан медалью «За достижения» производится при условии наличия у лица, представленного к медали, наград Томской области или наград Администрации Томской области (по решению Губернатора награждение производится без соблюдения этих условий): - за совершение подвига, проявленные мужество, смелость и отвагу; - выдающиеся достижения и заслуги перед Томской областью, получившие широкую известность и общественное признание. Медаль «За достижения» носится на левой стороне груди и располагается после ордена «Томская слава». Медаль II степени изготовлена из простого металла, I степени — из серебра. | Постановление Губернатора Томской области от 01 апреля 2013 года № 36 «О наградах Губернатора Томской области» |
|                     | Медаль «За добровольческую деятельность»     | 17 апреля 2023 года | Медалью «За добровольческую деятельность» награждаются граждане за активное участие в добровольческой деятельности, значительный личный вклад в развитие добровольчества, реализацию социально значимых проектов на территории Томской области, безвозмездную помощь нуждающимся, сохранение традиций милосердия. Награждение медалью повторно не производится. Медалью награждаются граждане при наличии опыта добровольческой деятельности на территории Томской области не менее трёх лет. По решению Губернатора Томской области награждение лица медалью производится без соблюдения этого условия. Награждённым лицам вместе с медалью вручается миниатюрный вариант медали и удостоверение установленного образца. | Постановление Губернатора Томской области от 17 апреля 2023 года № 30 «О внесении изменений...» ---            |

### Почётные звания
| Изображение награды | Наименование награды                                                                                             | Дата учреждения       | Правила награждения | Источник |
| ------------------- | --- | --------------------- | --- | --- |
|                     | Почётное звание «Ветеран труда Томской области» −−− (Нагрудный знак «Ветеран труда Томской области»)             | 11 марта 2008 года    | Почётное звание «Ветеран труда Томской области» является формой поощрения трудящиеся Томской области за долголетний добросовестный труд в народном хозяйстве, в области науки, культуры, образования, сельского хозяйства, здравоохранения, в государственных учреждениях и общественных организациях, в знак признания их трудовых заслуг по достижении трудового стажа, необходимого для назначения пенсии за выслугу лет или по старости. Лицу, удостоенному почётного звания «Ветеран труда Томской области», выдаётся нагрудный знак и удостоверение по форме, утверждённой постановлением Администрации Томской области от 29.12.2007 N 204а "О реализации Закона Томской области «О ветеранах труда Томской области». | Постановление Администрации Томской области от 11 марта 2008 года № 54а "Об утверждении положения о нагрудном знаке «Ветеран труда Томской области» −−− Ветераны труда Томской области −−− |
|                     | Почётное звание «Заслуженный ветеран Томской области» −−− (Нагрудный знак «Заслуженный ветеран Томской области») | 1987 год −−− 2008 год | Почётное звание «Заслуженный ветеран Томской области» является наградой областного совета ветеранов Томской области. Присвоение звания осуществляется постановлением областного совета ветеранов. Звание является личным пожизненным званием,которое присваивается ветеранам Великой Отечественной войны, Вооруженных Сил Российской Федерации и правоохранительных органов, пенсионерам Томской области. Звание присваивается за личные заслуги и высокие результаты, достигнутые ветеранами в период после выхода на пенсию в различных сферах трудовой деятельности, за большой вклад в развитие ветеранского движения, других направлений общественной деятельности, имеющих высокое общественное значение и обеспечивающих значительный вклад в развитие Томской области. Ветеранам, удостоенным звания, вручаются удостоверение, нагрудный знак и денежная премия в виде единовременного денежного вознаграждения. Удостоверение подписывается Председателем областного совета ветеранов и заверяется гербовой печатью. | Положение о почётном звании «Заслуженный ветеран Томской области» −−− |
|                     | Почётное звание «Народный мастер Томской области» −−− (Нагрудный знак «Народный мастер Томской области»)         | 21 июля 2021 года     | Почётное звание «Народный мастер Томской области» присваивается жителям Томской области за успехи в сохранении, развитии и популяризации традиционных народных ремесел. Первым награду получил житель села Семеновка Зырянского района, мастер по художественной обработке бересты Николай Бочаров. Томская область известна в мире мастерами по работе с деревом. Ежегодно в регионе проходит международный фестиваль народных ремесел «Праздник топора». На нем соревнуются резчики скульптур из дерева, гончары и кузнецы из 35 стран, среди которых — Гамбия, Гватемала, Германия, Канада, Китай, Монголия, Мозамбик, Непал, США, Франция, Чили и Эквадор, а также из более чем 30 регионов России. | О почётном звании «Народный мастер Томской области» −−− Информация об учреждении почётного звания                                                                                          |

### Знаки отличия
| Изображение награды | Наименование награды | Дата учреждения       | Правила награждения | Источник |
| ------------------- | --- | --------------------- | --- | --- |
|                     | Знак отличия «За заслуги перед Томской областью» | 14 июля 1998 года     | Знаком отличия «За заслуги перед Томской областью» награждаются граждане, за особые заслуги. Лица, награждённые Почетной грамотой Томской области, награждаются не ранее чем через два года после их награждения. Награждённым вручается знак отличия «За заслуги перед Томской областью», удостоверение к нему, а также вручается разовое денежное вознаграждение в размере пятидесяти тысяч рублей. | Закон Томской области от 14 июля 1998 года № 13-ОЗ «О наградах и почётном звании в Томской области»                                                                                |
|                     | Знак отличия «Родительская доблесть» | 14 июля 1998 года     | Знаком отличия «Родительская доблесть» награждаются родители (лица, их заменяющие), состоящие в браке, либо, в случае неполной семьи один из родителей (лицо, его заменяющее), которые воспитывают и (или) воспитали пятерых и более детей, обеспечивая достойный уровень их содержания и развития, внося существенный вклад в укрепление семьи. - Награждение лиц, указанных в части 1 настоящей статьи, знаком отличия «Родительская доблесть» производится по достижении пятым ребёнком возраста трёх лет. - При рассмотрении вопроса о награждении родителей (лиц, их заменяющих) учитываются дети, погибшие и пропавшие без вести при защите Отечества или при исполнении иных обязанностей военной службы, либо при выполнении долга гражданина по спасению человеческой жизни, по охране законности и правопорядка, а также умершие вследствие ранения, контузии, увечья или заболевания, полученных при указанных обстоятельствах, либо вследствие трудового увечья или профессионального заболевания, либо умершие вследствие несчастных случаев, катастроф, стихийных бедствий в возрасте старше трёх лет. - Награждение знаком отличия «Родительская доблесть» усыновителей, опекунов (попечителей), приемных родителей производится с учётом требований части 1 настоящей статьи при условии воспитания детей, находящихся на их попечении, в течение не менее трёх лет. - Награждённым вручаются знак отличия «Родительская доблесть», удостоверение к нему, а также разовое денежное вознаграждение в размере двадцати пяти тысяч рублей на семью. | Закон Томской области от 14 июля 1998 года № 13-ОЗ «О наградах и почётном звании в Томской области»                                                                                |
|                     | Знак отличия «За заслуги в сфере образования» I степени | 14 июля 1998 года     | Знак отличия «За заслуги в сфере образования» является признанием заслуг педагогических работников дошкольных учреждений, общеобразовательных (начального общего, основного общего, среднего общего образования) учреждений, учреждений начального профессионального, среднего профессионального, высшего профессионального и послевузовского профессионального образования, учреждений дополнительного образования, специальных (коррекционных) образовательных учреждений, учреждений для детей-сирот и детей, оставшихся без попечения родителей (законных представителей), других учреждений, осуществляющих образовательный процесс, имеющих лицензию на право ведения образовательной деятельности, а также органов управления образованием, научно-методических центров и объединений системы образования области (далее — педагогические работники), а также пенсионеров из числа педагогических работников за: - значительные достижения в области педагогики, организации образовательного и воспитательного процессов, интеллектуальном и нравственном развитии личности; - внедрённые в образовательный процесс формы и методы проведения занятий, контроля знаний и новые технологии, обеспечивающие развитие творческой активности, самостоятельности обучающихся; - достижения в региональных, федеральных или международных образовательных программах и проектах; - значительный вклад в управление системой образования в Томской области и её развитие, разработку (создание) учебно-методической литературы, наглядных пособий и оборудования. Знаком отличия «За заслуги в сфере образования» могут быть награждены педагогические работники, имеющие заслуги, указанные в части 1 настоящей статьи, высшую квалификационную категорию, а также стаж работы в системе образования не менее 10 лет. Знак имеет три степени | Закон Томской области от 14 июля 1998 года № 13-ОЗ «О наградах и почётном звании в Томской области»                                                                                |
|                     | Знак отличия «За заслуги в сфере образования» II степени | 14 июля 1998 года     | См. «Правила награждения знаком „За заслуги в сфере образования“ I степени». | Закон Томской области от 14 июля 1998 года № 13-ОЗ «О наградах и почётном звании в Томской области»                                                                                |
|                     | Знак отличия «За заслуги в сфере образования» III степени | 14 июля 1998 года     | См. «Правила награждения знаком „За заслуги в сфере образования“ I степени». | Закон Томской области от 14 июля 1998 года № 13-ОЗ «О наградах и почётном звании в Томской области»                                                                                |
|                     | Нагрудный знак «Милосердие и благотворительность» | 6 февраля 2006 года   | Нагрудный знак «Милосердие и благотворительность» учреждён в целях поощрения и морального стимулирования физических и юридических лиц за активную помощь бюджетным учреждениям сферы образования, культуры, здравоохранения и физической культуры в развитии их материально-технической базы, а также за оказание материальной и иной поддержки малоимущим и низкооплачиваемым работникам и пенсионерам учреждений, предприятий и иных организаций. Нагрудным знаком могут быть удостоены также руководители организаций независимо от организационно-правовых форм и форм собственности (за исключением бюджетных учреждений), а также индивидуальные предприниматели. Награждение нагрудным знаком не связывается с фактом рождения удостоенных лиц в области или проживания на её территории. Основаниями для награждения нагрудным знаком являются: - постоянная, активная помощь в решении финансовых, материальных и иных проблем бюджетных учреждений сферы образования, культуры, здравоохранения и физической культуры; - оказание существенной материальной поддержки отдельным нуждающимся гражданам, а также обучающимся и воспитанникам образовательных учреждений; - оказание материальной и иной поддержки малоимущим и низкооплачиваемым работникам учреждений, предприятий и иных организаций, а также бывшим работникам, находящимся на пенсии; - безвозмездная многоразовая помощь детским образовательным учреждениям (дошкольным, школьным, учреждениям дополнительного образования). | Закон Томской области от 6 февраля 2006 года № 14-ОЗ «О нагрудном знаке Томской области «Милосердие и благотворительность»                                                         |
|                     | Нагрудный знак «За наивысший среднегодовой надой на фуражную корову. Имени Белозерцевой Е.Н.» лауреата «Премии Губернатора Томской области имени Героя Социалистического Труда Екатерины Белозерцевой за достижение наивысшего среднегодового надоя молока» | 23 сентября 2016 года | Нагрудный знак «За наивысший среднегодовой надой на фуражную корову. Имени Белозерцевой Е.Н.» лауреата «Премии Губернатора Томской области имени Героя Социалистического Труда Екатерины Белозерцевой за достижение наивысшего среднегодового надоя молока» учреждён в целях поощрения и морального стимулирования физических и юридических лиц за выдающиеся показатели по итогам года в надоях молока с одной среднестатистической фуражной коровы агропредприятия. Нагрудным знаком также могут быть награждены руководители организаций независимо от организационно-правовых форм и форм собственности (за исключением бюджетных учреждений), а также индивидуальные предприниматели, чьи работники — операторы машинного доения надоили рекордное количество молока для Томской области. Награждение нагрудным знаком связывается с обязательностью трудовой деятельности удостоенных лиц на территории Томской области. Основаниями для награждения нагрудным знаком являются самые большие, среди томских операторов машинного доения, среднегодовые показатели надоев молока с одной фуражной коровы (при условии, что эти надои более 5000 литров с коровы за год). | Постановление Губернатора Томской области от 23 сентября 2016 года № 90 «О премии Губернатора Томской области имени Героя Социалистического труда Белозерцевой Екатерины Наумовны» |

### Юбилейные медали и знаки
| Изображение награды | Наименование награды                                              | Дата учреждения    | Правила награждения | Источник |
| ------------------- | ----------------------------------------------------------------- | ------------------ | --- | --- |
|                     | Юбилейная медаль «400 лет городу Томску»                          | 18 мая 2004 года   | Юбилейной медалью «400 лет городу Томску» награждались лица, внёсшие своим трудом значительный вклад в развитие города Томска в социально-экономической, образовательной, научной и культурной сферах. При награждении учитывались: - высокие достижения в труде и общественной работе в городе Томске; - наличие государственных наград СССР и Российской Федерации и поощрений за работу в городе Томске; - стаж работы в государственных органах власти, местного самоуправления и организациях города Томска (как правило, не менее 10 лет). Награждения медалью осуществлялись до 1 июля 2005 года. | Закон Томской области от 18 мая 2004 г. № 66-ОЗ "О юбилейной медали «400 лет городу Томску»                    |
|                     | Юбилейная медаль «70 лет Томской области»                         | 1 апреля 2013 года | Юбилейной медалью «70 лет Томской области» награждались граждане, внёсшие своим трудом значительный вклад в развитие Томской области в социально-экономической, политической, научно-исследовательской, благотворительной, спортивной, общественной и иных сферах деятельности. При награждении граждан, учитывались следующие условия: - высокие достижения в труде и общественной работе в Томской области и стаж работы в Томской области не менее 15 лет; - наличие у лица наград Томской области или наград Администрации Томской области. По решению Губернатора награждение производилось без соблюдения вышеуказанных условий. Награждения юбилейной медалью осуществлялись до 1 июня 2015 года. Юбилейная медаль «70 лет Томской области» носится на левой стороне груди и располагается после медали «За достижения». | Постановление Губернатора Томской области от 01 апреля 2013 года № 36 «О наградах Губернатора Томской области» |
|                     | Юбилейная медаль «50 лет нефтегазовому комплексу Томской области» | Май 2016 года      | Юбилейной медалью «50 лет нефтегазовому комплексу Томской области» награждались лица, внёсшие своим трудом значительный вклад в развитие нефтегазового комплекса Томской области. При представлении к награждению граждан, учитывались обязательные условия высоких достижений в труде и общественной работе в Томской области и стаж работы в Томской области не менее 15 лет, а также наличие ранее полученных наград Томской области (наград Администрации Томской области). Юбилейная медаль носится на левой стороне груди и располагается после медали Томской области «За достижения» и ветеранских областных медалей. Награждение граждан дважды не допускалось: лицо могло быть награждено только единожды. Данное правило отслеживалось наградным Комитетом по наградам Администрации Томской области, призванным вести учёт и анализ представлений к награждению, а также учёт и статистику вручённых наград. Награждения юбилейной медалью производились указом Губернатора Томской области. | О юбилейной медали «50 лет нефтегазовому комплексу Томской области» ---                                        |
|                     | Юбилейный знак «75 лет Томской области»                           | Август 2019 года   | Юбилейным знаком «75 лет Томской области» награждались лица: - внёсшие значительный вклад в развитие Томской области, в том числе за особые достижения в сфере экономики, производства, науки, техники, строительства, культуры, искусства, образования, здравоохранения, спорта, законности и правопорядка, обороны, духовного развития граждан и других общественно значимых сфер деятельности на территории Томской области; при этом учитывались высокие показатели в труде и общественной работе в Томской области и стаж работы на предприятиях, в учреждениях, иных организациях на территории Томской области не менее 20 лет; - иные лица, в том числе осуществляющие благотворительную деятельность, имеющие широкую известность в Российской Федерации и Томской области. | Награда учреждена Постановлением Губернатора Томской области к 75-летию образования Томской обласи ---         |

### Памятные знак и подарок
| Изображение награды | Наименование награды                                  | Дата учреждения      | Правила награждения | Источник                                                                                            |
|                     | Памятный знак «Герб Томской области»                  | 20 декабря 2012 года | Памятный знак «Герб Томской области» является знаком поощрения Законодательной Думы Томской области за активную общественную деятельность, направленную на решение социально значимых для населения Томской области задач, вклад в законотворческую деятельность Законодательной Думы Томской области, за активное сотрудничество с Законодательной Думой Томской области, депутатами Думы, за выполнение конкретного поручения, задания, иные заслуги, в связи с юбилейными датами, профессиональными праздниками и общественно значимыми событиями в Томской области. Памятным знаком могут быть поощрены: - лица, замещающие государственные должности Томской области, муниципальные должности, государственные гражданские служащие Томской области, муниципальные служащие, иные граждане; - государственные органы, органы местного самоуправления, иные органы, организации, общественные объединения. | Постановление от 20 декабря 2012 г. № 840 «о знаках поощрения Законодательной Думы Томской области» |
|                     | Памятный подарок Законодательной Думы Томской области | 20 декабря 2012 года | Памятный подарок Законодательной Думы Томской области вручается за заслуги аналогичные памятному знаку «Герб Томской области». Памятный подарок (герб или флаг Томской области), вручённый Законодательной Думой Томской области, устанавливается (размещается) в рабочих кабинетах руководителей организаций или в помещениях организаций, предназначенных для проведения торжественных мероприятий. | Постановление от 20 декабря 2012 г. № 840 «О знаках поощрения Законодательной Думы Томской области» |

### Грамоты и благодарности
| Изображение награды | Наименование награды                                         | Дата учреждения      | Правила награждения | Источник |
|                     | Почётная грамота Томской области                             | 14 июля 1998 года    | Почётной грамотой Томской области награждаются граждане: - за выдающиеся заслуги перед областью, - за деятельность направленную на пользу области и обеспечения её благополучия. Основаниями для награждения являются: - долговременная и устойчивая известность среди жителей области в результате эффективной благотворительной деятельности; - совершение мужественных поступков во благо области; - авторитет лица у жителей области, обретённый длительной общественной, культурной, научной, политической, хозяйственной, безупречной государственной и муниципальной службой, а также иной деятельностью с выдающимися результатами для Томской области. | Закон Томской области от 14 июля 1998 года № 13-ОЗ «О наградах и почётном звании в Томской области»                                       |
|                     | Почётная грамота Законодательной думы Томской области        | 31 марта 2011 года   | Почётная грамота учреждена для награждения граждан и организаций за активную общественную деятельность, направленную на решение социально значимых для населения области задач, а также вклад в законотворческую деятельность Законодательной Думы Томской области. | Постановление от 31 марта 2011 г. № 4190 «об утверждении положения о Почётной грамоте Законодательной думы Томской области»               |
|                     | Благодарственное письмо Законодательной думы Томской области | 20 декабря 2012 года | Благодарственное письмо Законодательной Думы Томской области является знаком поощрения Законодательной Думы Томской области. Благодарственным письмом за значительный вклад в развитие законодательства Томской области, местного самоуправления, активную общественную деятельность, плодотворное сотрудничество с Законодательной Думой Томской области и депутатами Думы, за успехи в трудовой (служебной) деятельности, безупречную службу, многолетний добросовестный труд, за оперативное и качественное выполнение отдельных поручений, конкретного задания, а также в связи с торжественными датами и общественно значимыми событиями в Томской области поощряются: - лица, замещающие государственные должности Томской области, муниципальные должности, государственные гражданские служащие Томской области, муниципальные служащие, иные лица; - государственные органы, органы местного самоуправления, иные органы, организации, общественные объединения. | Постановление от 20 декабря 2012 г. № 840 «О знаках поощрения Законодательной Думы Томской области»                                       |
|                     | Почётная грамота Администрации Томской области               | 3 февраля 2011 года  | Почётная грамота Администрации Томской области вручается: - за особые заслуги и достижения в развитии экономики, промышленности, строительства, транспорта, образования, здравоохранения, науки, культуры, спорта и других отраслей, в повышении уровня внутреннего производства конкурентоспособной высокотехнологичной продукции; - за безупречную службу в органах государственной власти Томской области и (или) органах местного самоуправления муниципальных образований Томской области, сопряжённую с достижениями в разработке и реализации государственной и (или) муниципальной социально-экономической политики, в развитии местного самоуправления, предпринимательской и инвестиционной деятельности; - за укрепление законности и правопорядка, обеспечение безопасности граждан; за активную общественную деятельность, получившую общественное признание.                                                                                                | Постановление от 3 февраля 2011 г. № 22а «О почётной грамоте администрации Томской области и благодарности администрации Томской области» |
|                     | Благодарность Администрации Томской области                  | 3 февраля 2011 года  | Благодарность Администрации Томской области вручается за заслуги аналогичные Почётной грамоте Администрации Томской области. | Постановление от 3 февраля 2011 г. № 22а «О почётной грамоте администрации Томской области и благодарности администрации Томской области» |
|                     | Грамоты департаментов Томской области                        | *                    | Грамоты департаментов Томской области вручаются за заслуги в областях поднадзорных соответствующим департаментам администрации Томской области. | Приказ от 18 апреля 2012 г. № 80 «о почётной грамоте департамента социальной защиты населения Томской области» (как пример)               |
|                     | Дипломы лауреатов конкурсов Томской области                  | *                    | Дипломы лауреатов конкурсов Томской области вручаются победителям (лауреатам) конкурсов проводимых администрацией Томской области. | Положение о конкурсе «Человек года» в Томской области (как пример)                                                                        |